# Zoltan Sztehlo
Zoltan Sztehlo (27 de noviembre de 1921-16 de junio de 1990) fue un jinete canadiense que compitió en la modalidad de doma. Ganó una medalla de oro en los Juegos Panamericanos de 1971, en la prueba por equipos.

## Palmarés internacional
| Juegos Panamericanos | Juegos Panamericanos | Juegos Panamericanos | Juegos Panamericanos |
| Año                  | Lugar                | Medalla              | Categoría            |
| -------------------- | -------------------- | -------------------- | -------------------- |
| 1971                 | Cali (Colombia)      | Medalla de oro       | Por equipos          |